# Séraphin Thiebault
Séraphin Joseph Thiebault, ook wel Thiebauld geschreven (Genepiën, 23 november 1811 – Brussel, 6 mei 1879), was een Belgisch militair en minister van Oorlog.

## Levensloop
Thiebault trad toe tot het Belgische Leger en kon er opklimmen tot luitenant-generaal van de infanterie. 
Van 1873 tot 1878 was hij minister van Oorlog.
Hij was grootofficier in de Leopoldsorde.

## Loopbaan
- 1854-1859: commandant van het Eerste Regiment van Ligne.
- 1859-1866: commandant van de Tweede Brigade van de Eerste Divisie van de Infanterie.
- 1866-1867: commandant van de Tweede Brigade van de Derde Divisie van de Infanterie.
- 1867-1869: commandant van de Tweede Brigade van de Vierde Divisie van de Infanterie.
- 1869-1870: commandant van de Eerste Brigade van de Vierde Divisie van de Infanterie.
- 1870: commandant van de Eerste Divisie van het Observeringsleger.
- 1870-1873: commandant van de Eerste Divisie van de Infanterie.
- 1873-1878: Belgisch minister van Oorlog.